# JBJ
JBJ는 대한민국의 6인조 보이 그룹이다. 2017년 방영된 엠넷의 리얼리티 쇼 《PRODUCE 101 시즌 2》의 참가자였던 노태현, 김용국, 타카다 켄타, 김상균, 권현빈, 김동한으로 이루어져 있으며, 이는 해당 방송이 종영한 이후 탄생한 여러 연습생 가상 조합 중 가장 많은 지지를 받은 조합이었다. 당초 김태동도 합류할 예정이었지만 소속사와의 분쟁으로 합류하지 못했다. 로엔엔터테인먼트와 CJ E&M이 공동 투자를, CJ E&M가 제작과 마케팅을, 로엔 엔터테인먼트 산하 레이블인 페이브 엔터테인먼트가 총괄 매니지먼트를 각각 분업 담당한다.
그룹명 JBJ는 'Just Be Joyful'의 약어로서, '그저 즐길 뿐이다'라는 뜻을 담고 있다. 이외에도 'JBJ' 혹은 한글 자음 'ㅈㅂㅈ'에 맞춘 그룹명에 대한 다양한 해석들이 등장하기도 한다. 또 "정말(j) 바람직한(b) 조합(j)"이라는 뜻도 있다.

## 활동

### 데뷔 전:PRODUCE 101 시즌 2및 리얼리티 프로그램
2017년 4월, 엠넷에서 아이돌 서바이벌 쇼 《PRODUCE 101 시즌 2》가 방영되었다. 이 프로그램은 최종 순위 11위 내의 연습생들만이 보이 그룹으로 데뷔할 수 있는 프로그램이었으며 2017년 6월 최종 11인이 워너원으로 데뷔하게 된다. JBJ의 멤버들은 11위 안에 들지 못했으며, 노태현은 25위, 다카다 겐타는 24위, 김상균은 26위, 김용국은 21위, 권현빈은 22위, 김동한은 29위로 컨셉 평가 미션 이후 3차 순위발표식에서 최종 탈락하였다. 겐콜태균소호빈이라고 불리는 조합이 팬들에 의해 널리 알려져 있었으며, 이는 타카다 켄타, 콜미용국(김용국의 별명, <PRODUCE 101 시즌 2>의 자기PR 영상에서 유래), 김태동, 김상균, 소로리(노태현의 별명, 소중한 로태현 리더의 약자, 처음에는 소녀의미), 호두(김동한의 별명, 호두를 손가락으로 깨는 개인기에서 유래), 권현빈의 약자로 해당 연습생들의 비주얼, 포지션, 친분 관계 등을 고려하여 팬들에 의해 조합된 것이었다. 이후 이 조합은 Just Be Joyful의 약자인 JBJ로 재명명되면서 팬들의 큰 지지를 얻게 되었다.
2017년 7월 12일, 로엔 엔터테인먼트 산하의 페이브 엔터테인먼트가 해당 멤버들이 프로젝트성 보이 그룹으로 곧 데뷔할 예정이라고 발표하였다. 그러나 이후 김태동이 소속사와 계약해지 문제로 갈등을 빚으면서 김태동의 그룹 합류 여부가 불확실해졌다. 이에 김태동의 최종 합류 여부를 완전히 확정짓지 못한 채로, 8월 30일 로엔 엔터테인먼트가 10월 18일을 그룹 데뷔일로서 발표하며, 활동 기간을 7개월로 명시하였다.
9월 13일, 엠넷에서 방송되는 JBJ의 단독 리얼리티 프로그램 《잘봐줘 JBJ》의 촬영이 시작되었으며, 9월 27일 첫화가 방영되었다. 총 6부작으로서 JBJ의 데뷔 전 결성 배경과 준비 과정, 숙소 생활 등의 내용을 담았다.

### 2017:FANTASY

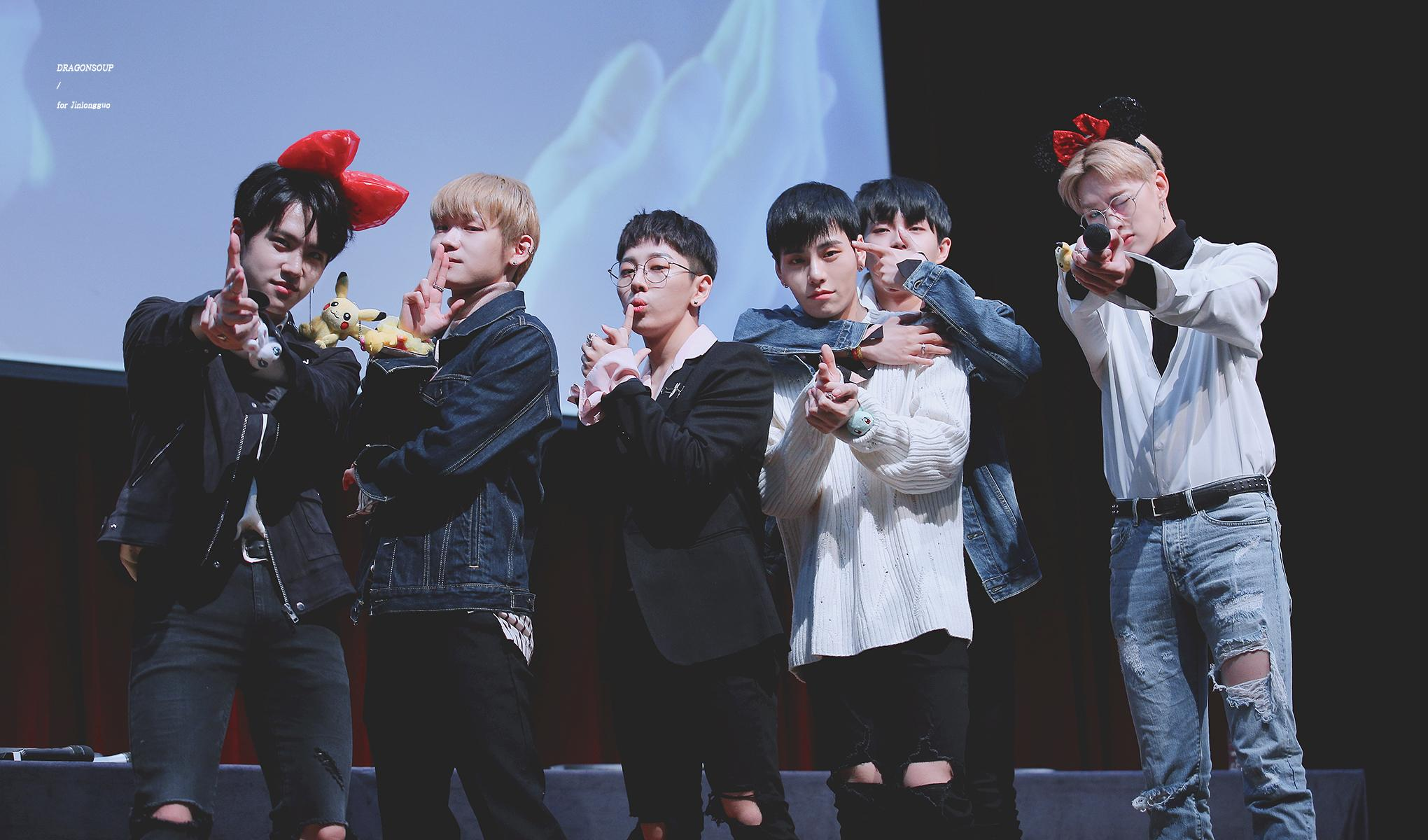
2017년 10월 21일 당시의 JBJ

10월 18일 첫 미니 앨범 《FANTASY》로 데뷔하였다. 앨범의 타이틀 곡 〈FANTASY〉는 팬들의 지지에 의하여 JBJ가 결성된 것이 현실로 이뤄진 꿈과 같은 일이었다는 가사를 담은 중독성 있는 웅장한 곡이다. 데뷔 쇼케이스 〈정말 데뷔하기 좋은 날〉이 고려대학교 화정체육관에서 진행되었으며, 티켓은 판매가 시작된 9월 19일에 곧바로 매진되었다.

### 2018:TRUE COLORS, 단독 콘서트,NEW MOON, 해체
1월 17일 두 번째 미니 앨범 《TRUE COLORS》로 컴백을 하였다. 타이틀 곡은 〈꽃이야〉이다. 1월 26일 KBS 뮤직뱅크에서 음악방송 첫 1위를 달성하였다. 2월 3일과 4일 양일간 올림픽공원 올림픽홀에서 단독 콘서트 “정말 바람직한 콘서트”를 개최하였다.
당초 JBJ의 활동 기간은 7개월로 2018년 4월 해체하기로 계획되었으나, 로엔 엔터테인먼트, 페이브 엔터테인먼트, 각 멤버의 소속사에서 활동 기간을 2018년 12월까지 연장하려는 논의를 지속하였다. 멤버들도 활동 연장에 대한 강한 의지를 보이는 상황이었다. 그러나 3월 14일, 페이브 엔터테인먼트에서 JBJ의 활동 기간이 예정대로 4월 30일에 종료된다고 발표하였다.
4월 17일 기존의 두 음반의 곡에 3곡의 신곡이 추가된 마지막 음반인 《NEW MOON》을 발매하였다. 타이틀 곡은 〈부를게〉이다. 4월 21일과 22일 양일간 마지막 단독 콘서트인 “정말 바람직한 콘서트 Epilogue”를 개최하였다. 4월 30일 해체하였다.

## 이전 구성원
| 이름        | 소개 |
| ----------- | --- |
| 노태현      | - 이름 : 노태현 (盧太鉉) - 생년월일 : 1993년 10월 15일(31세) - 출생지 : 대한민국 서울특별시 - 학력 : 한국예술고등학교 음악과 - 포지션 : 리더, 리드보컬, 메인댄서 - 소속사 : 스타크루이엔티           |
| 타카다 겐타 | - 이름 : 다카다 겐타 (髙田健太) - 생년월일 : 1995년 1월 10일(30세) - 출생지 : 일본 군마현 후지오카시 - 학력 : 군마 현립 후지오카키타 고등학교 - 포지션 : 서브보컬 - 서소속사 : 스타로드 엔터테인먼트 |
| 김상균      | - 이름 : 김상균 (金相均) - 생년월일 : 1995년 5월 23일(30세) - 출생지 : 대한민국 광주광역시 서구 - 학력 : 글로벌사이버대학교 방송연예과 재학 - 포지션 : 메인래퍼 - 소속사 : 후너스엔터테인먼트        |
| 김용국      | - 이름 : 김용국 (金龍國) - 생년월일 : 1996년 3월 2일(29세) - 출생지 : 중국 길림성 연변 조선족 자치주 화룡시 - 학력 : 김해 김씨 - 포지션 : 메인보컬 - 서소속사 : 춘 엔터테인먼트                      |
| 권현빈      | - 이름 : 권현빈 (權玄彬) - 생년월일 : 1997년 3월 4일(28세) - 출생지 : 대한민국 서울특별시 - 학력: 서경대학교 공연예술학부 모델연기전공 - 포지션 : 리드래퍼 - 소속사 : YG케이플러스, YG 엔터테인먼트  |
| 김동한      | - 이름 : 김동한 (金東漢) - 생년월일 : 1998년 7월 3일(27세) - 출생지 : 대한민국 대구광역시 달서구 - 학력 : 경성고등학교 - 포지션 : 서브보컬, 리드댄서 - 소속사 : 위 엔터테인먼트                      |

## 음반 목록

### 미니 앨범
| 순서   | 음반 정보                                 | 트랙 리스트 |
| ------ | ----------------------------------------- | --- |
| 1      | 《FANTASY》 - 발매일: 2017년 10월 18일    | 1. J.B.J. (Intro) 2. Fantasy 3. Say My Name 4. 오늘부터 5. 꿈을 꾼 듯 6. 예뻐 (CD Only) |
| 2      | 《TRUE COLORS》 - 발매일: 2018년 1월 17일 | 1. True Colors 2. On My Mind 3. 꽃이야 4. Moonlight 5. Wonderful Day 6. 매일 7. 매일 (Love Ver.) (CD Only) |
| Deluxe | 《NEW MOON》 - 발매일: 2018년 4월 17일    | 1. 부를게 2. ☆☆ (Be Joyful) 3. Just Be Stars 4. J.B.J. (Intro) 5. Fantasy 6. Say My Name 7. 오늘부터 8. 꿈을 꾼 듯 9. 예뻐 (CD Only) 10. True Colors 11. On My Mind 12. 꽃이야 13. Moonlight 14. Wonderful Day 15. 매일 16. 매일 (Love Ver.) (CD Only) |

## 출연 작품

### 텔레비전 프로그램
- Mnet 《잘봐줘 JBJ》 (2017) - 전체 고정

### 웹예능
- 해요TV 《JBJ의 사생활》 (2017-2018)
- kakaoTV 《럭키하키》 (2018)

## 수상 내역

### 시상식
| 연도   | 수상 내역                                                                                                   |
| ------ | --- |
| 2017년 | - 11월 15일 제2회 아시아 아티스트 어워즈 라이징 스타상 - 11월 28일 제25회 대한민국문화연예대상 K-POP 가수상 |
| 2018년 | - 2월 25일 제24회 대한민국 연예예술상 신인 남자그룹상                                                       |

### 가요 프로그램 1위
| 연도            | 수상 내역 (총 1회)                                         |
| --------------- | ---------------------------------------------------------- |
| 2018년 (총 1회) | - 꽃이야 (총 1회) - 1월 26일 KBS2 《뮤직뱅크》 K-Chart 1위 |